# ديمتريوس تشالكوكونديايس
كان ديمتريوس تشالكوكونديايس أحد الباحثين اليونانيين البارزين في الغرب. درّس في إيطاليا لمدة تزيد عن أربعين سنة إحياء الرسائل في العالم الغربي، كان من بين زملائه، مارسيليوس فيسينوس وأنجيلوس بولاستيانوس وثيودوروس غازا، وكان تشالكوكونديايس آخر الإنسانيين اليونانيين الذين يدرّسون الأدب اليوناني في الجامعات العظيمة في عصر النهضة في إيطاليا (بادوا، فلورنسا، ميلانو). كان يوهان ريخلين واحدًا من تلاميذه المشهورين في فلورنسا. نشر تشالكوكونديايس منشورات مطبوعة من هوميروس (في عام 1488) ومن إيسقراط (في عام 1493) ومن موسوعة سودا (في عام 1499).

## حياته
ولد ديمتريوس تشالكوكونديايس في أثينا عام 1423، لواحدة من الأسر النبيلة، وكان ابن عم لمؤرخ أحداث سقوط القسطنطينية، لانيكوس تشالكوكونديايس. سرعان ما انتقل إلى بيلوبونيز مع أسرته الأثينية إثر اضطهاد الدوقات الفلورنسيين. هاجر إلى إيطاليا في عام 1447، ووصل إلى روما في عام 1449، حيث أصبح الكاردينال بيساريون راعيه. أصبح طالبًا لدى ثيودوروس غازا واكتسب لاحقًا رعاية لورينزو دي ميديسي، وخدم كمدرس لأبنائه. عاش تشالكوكونديايس بعد ذلك بقية حياته في إيطاليا، كمدرس لليونانية والفلسفة. وصف أحد طلابه الإيطاليين محاضراته في بيروغيا حيث درس هناك في عام 1450:
لقد وصل اليوناني للتو، وبدأ يعلمني بألم شديد، وانا أستمع بسرور لا يصدق إلى تعاليمه، لأنه يوناني، ولأنه أثيني، ولأنه ديمتريوس. يبدو لي أن فيه كل الحكمة والكياسة والأناقة من أولئك القدماء المشهورين والمبجلين. بمجرد رؤيته تعتقد أنك تنظر إلى أفلاطون، بل أكثر من ذلك عندما تسمعه يتحدث.
من بين تلاميذه يانوس لاسكاريس وبوليتسيانو وليو العاشر وكاستيجليوني وجيجلو جريجووريو جيرالدي وستيفانو نيجري وجيوفاني ماريا كاتانيو.

أصبح تشالكوكونديايس في عام 1463، بروفسورًا في باودا، وفي وقت لاحق، وبناء على اقتراح فرانشيسكو فيلفو، تولى مكان لوانيس أرغيروبولوس في عام 1479، كرئيس قسم الأدب اليوناني واستدعى لورينزو دي ميديتشي إلى فلورنسا. ألف تشالكوكونديايس العديد من الخطب والأطروحات التي تدعو إلى تحرير وطنه اليونان مما أسماه «الأتراك البغيضين والوحشيين والهمجيين». دعا تشالكوكونديايس في عام 1463 فينيسيا و «جميع اللاتينيين» لمساعدة اليونانيين ضد العثمانيين، ووصف ذلك بأنه دين متأخر عن موعده، وذكر اللاتينيين كيف أن الإغريق البيزنطيين هبوا ذات مرة لمساعدة إيطاليا ضد القوطيين في الحروب القوطية (535- 554 ميلادي).
«مثلما [اليونان] بذلت لأجلهم [اللاتينيون] أغلى وأثمن ممتلكاتها البارزة بشكل ليبرالي وبدون أي بخل، وبعد أن أعادت بيدها وقوة سلاحها دولة إيطاليا، التي كان القوطيون يضطهدونها منذ زمن بعيد، يجب عليهم [اللاتينيين] أن يكونوا على استعداد أيضًا للاحتجاج ضد إذلال اليونان وتحريرها بأيدهم من الهمجيين».
خلال فترة توليه المنصب في فلورنسا، عمد تشالكوكونديايس إلى تحرير مؤلفات هوميروس للنشر، والتي خُصصت للورينزو دي ميديتشي، وهو ما اعتبر إنجازه الرئيسي. ساعد مارسيليو فيكينو في ترجمته اللاتينية لأفلاطون. وفي نفس الفترة، كان الباحث الألماني الكلاسيكي، يوهانس ريخلين واحدًا من تلامذته. درّس أيضًا أليساندرا سكالا الشاعرة اليونانية واللاتينية البارزة.
تزوج تشالكوكونديايس في عام 1484 في سن الحادية والستين وأنجب عشرة أطفال. وأخيرًا، دعاه لودوفيكو سفورزا إلى ميلانو (1491/ 1492)، حيث عمل في التدريس حتى وفاته.